# Atemptat a Bangkok de 2015
L'atemptat a Bangkok  fou un atemptat amb bomba que va tenir lloc el 17 d'agost de 2015 prop del temple d'Erawan, al centre de la capital de Tailàndia, prop d'una gran concentració de centres comercials. Un balanç provisional informa d'almenys una vintena de morts i un centenar de ferits.
Una bomba de fabricació casolana feta de tres a cinc quilos de trinitrotoluè va explotar just abans de les 19:00 hora local a l'altura del temple hinduista d'Erawan situat al centre de Bangkok i lloc habitual turístic, concretament a Ratchaprasong, on hi ha la majoria dels principals centres comercials i hotels de 5 estrelles de la ciutat. Segons Prawit Wongsuwan, ministre de Defensa tailandès, va ser perpetrat amb «la intenció de destruir la nostra economia i el turisme. L'atac va ser al cor de la zona turística de Bangkok».
Va ser el pitjor atac en la història moderna de Bangkok.

## Context
El 20 de maig de 2014, després de mesos de crisi política, el prayut Chan-o-cha va declarar la llei marcial al país abans de, dos dies més tard, realitzar un cop d'estat militar contra el govern. Recolzat pel rei tailandès Rama IX, va ser elegit Primer ministre per l'Assemblea Nacional el 21 d'agost de 2014. El país està en lluita des de l'any 2004, amb una rebel·lió armada a les tres províncies musulmanes del sud (Pattani, Yala i Narathiwat).